# Alcide Taillefert
Pour les articles homonymes, voir Taillefer.
Alcide Taillefert est un homme politique français né le 5 janvier 1808 à Niort (Deux-Sèvres) et décédé le 8 février 1888 à Celles (Deux-Sèvres).

## Biographie
Alcide Taillefert est le fils de François Taillefert et de Marie Suzanne Désirée Frappier. Marié à Virginie Thomas de Belleroche, petite-fille de Pierre Thomas de Belleroche et de Pierre Andrault, il est le beau-père du colonel Alfred Guille-Desbuttes et d'Auguste Poinsignon.
Magistrat sous la Monarchie de Juillet, il démissionne en 1844 pour se présenter aux législatives, mais échoue. Il retrouve un poste de juge de paix à Celles en 1849. Il est conseiller général de 1848 à 1877, représentant des Deux-Sèvres en 1871, il s'inscrit à la réunion des réservoirs puis au groupe de Clerq et vote avec les monarchistes. Il est sénateur bonapartiste des Deux-Sèvres de 1876 à 1882.

## Sources
- « Alcide Taillefert », dans Adolphe Robert et Gaston Cougny, Dictionnaire des parlementaires français, Edgar Bourloton, 1889-1891 [détail de l’édition]